# Santino Fontana
Santino Anthony Fontana (Stockton; 21 de marzo de 1982) es un actor y cantante estadounidense. Es famoso por su papel de Greg Serrano en la serie de The CW, Crazy Ex-Girlfriend, por darle voz a Hans en la película animada Frozen en su versión original.
Además pertenece al reparto original de la adaptación de Broadway de Rogers + Hammerstein's Cinderella, siendo su papel el del príncipe Christopher.

## Filmografía
| Año 2018  | Fuera del menú      | Personaje         |
| --------- | ------------------- | ----------------- |
| 2016-2017 | Shades of Blue      | Stuart Saperstein |
| 2015-2016 | Crazy Ex-Girlfriend | Greg Serrano      |
| 2015      | Sisters             | Sr. Geernt        |
| 2015      | Frozen Fever        | Hans              |
| 2013      | Frozen              | Hans              |
| 2011      | Nurse Jackie        | David             |